# Завод (Воскресенский район)
Завод — деревня в составе Нестиарского сельсовета в Воскресенском районе Нижегородской области.

## География
Находится в правобережье Ветлуги на расстоянии примерно 21 километр по прямой на юг от районного центра посёлка Воскресенское.

## История
Деревня известна с XIX века. Название по местному кустарному производству дёгтя. Последним владельцем деревни был Н. Я. Стобеус. Входила в Макарьевский уезд Нижегородской губернии. В 1859 году в деревне было учтено дворов 20, жителей 109, в 1925 году 225 жителей.

## Население
Постоянное население составляло 28 человек (русские 100 %) в 2002 году, 33 — в 2010.